# Gold Hill (Colorado)
|  | Dieser Artikel wurde aufgrund von inhaltlichen Mängeln auf der Qualitätssicherungsseite des Projektes USA eingetragen. Hilf mit, die Qualität dieses Artikels auf ein akzeptables Niveau zu bringen, und beteilige dich an der Diskussion! Eine nähere Beschreibung der zu behebenden Mängel fehlt. |

Gold Hill ist ein Census-designated place im Boulder County im US-Bundesstaat Colorado mit 230 Einwohnern (Stand: 2010). Gold Hill liegt etwa 15 km westlich von Boulder.
Die Entdeckung von Gold im Jahr 1859 erfolgte im Zuge des Pikes Peak Goldrausches. Innerhalb eines Jahres kamen schätzungsweise 1500 Bergleute nach Gold Hill. 1872 fand man Tellur, was zu einer zweiten Blütezeit führte.
Heute besteht der Ort aus zahlreichen historischen Holzbauten, von denen einige in den letzten Jahren restauriert wurden; andere Bauwerke aus der Hochzeit des Bergbaus in Gold Hill unterliegen hingegen dem Verfall. Es gibt ein kleines Museum und die aus zwei Klassenzimmern bestehende Schule, die 1873 eröffnet und damit die älteste durchgehend betriebene Public School Colorados ist. Hinzu kommen ein Laden und ein restauriertes Gasthaus, das in das National Register of Historic Places aufgenommen wurde.
In Gold Hill befindet sich das historische Gold Hill Historic District (auch bekannt als Gold Hill, 5BL769). Das Gebiet umfasst die Straßen North Street, Pine Street, Boulder Street, Gold Run Street sowie die College Street. Es wurde am 3. August 1989 vom National Register of Historic Places als historisches Distrikt mit der Nummer 89000979 aufgenommen.

## Geographie
Gold Hills geographische Koordinaten lauten 40° 4′ N, 105° 25′ W (40,063785, −105,411911). Nach den Angaben des United States Census Bureaus hat der CDP eine Gesamtfläche von 5,2 km², alles davon entfällt auf Landflächen.

## Geschichte

### Gold-Abbau
Zum Zeitpunkt der Entdeckung der ersten in Colorado entdeckten Goldader am Gold Run am 15. Januar 1859 gehörte das Gebiet zum Nebraska Territory. Die Entdeckung erfolgte fast zeitgleich zu den Erkundungen an Gregory Gulch und Clear Creek, doch diese späteren Entdeckungen wurden erst später im Frühling ausgebeutet. Am 7. März 1859 wurde die Gegend am Gold Run zum ersten Bergbaubezirk in der Region (verschiedenen historischen Quellen zufolge erhielt dieser einer der Namen Mountain District No. 1, Mining District No. 1 of the Nebraska Territory und Nebraska Gold Hill Mining District). Die Nachricht von der Entdeckung machte unter den Goldgräbern schnell die Runde und schon rasch stieg die Zahl der Neuankömmlinge, sodass Gold Hill bald das erste permanente Bergarbeiterlager auf dem Gebiet des heutigen Colorados wurde. Bis zum Herbst hatte man am Fuß des Berges ein Quarz-Pochwerk aufgebaut. Die Ausrüstung dafür wurde per Ochsenkarren westwärts über die Great Plains transportiert.
Im Jahr 1861, dem Jahr der Bildung des Colorado Territorys, waren die an der Oberfläche liegenden Lagerstätten des Goldes in der Umgebung der Stadt weitgehend erschöpft, sodass viele der Goldgräber die Stadt verließen und die Einwohnerzahl vorübergehend zurückging. Der Bau einer Schmelze in Black Hawk, mit der auch niederwertiges Erz verarbeitet werden konnte, führte zu einer gewissen Wiederbelebung.

### Tellur-Abbau
Die Entdeckung von Tellur im Jahr 1872 löste einen neuen Boom aus, und die Einwohnerzahl erreichte erneut fast 1000. Auf dem Höhepunkt ihrer Entwicklung erschien in der Stadt eine Zeitung und mehrere Hotels, darunter das 1872 erbaute Mines Hotel, boten Unterkunft. Das Hotel wurde durch ein Gedicht von Eugene Field verewigt, als dieser als Zeitungsmann in Denver arbeitete und sich in dem Hotel aufhielt. Die Stadt erlebte während ihrer Existenz zwei große Brände, doch die meisten der historischen Holzbauwerke sind erhalten.

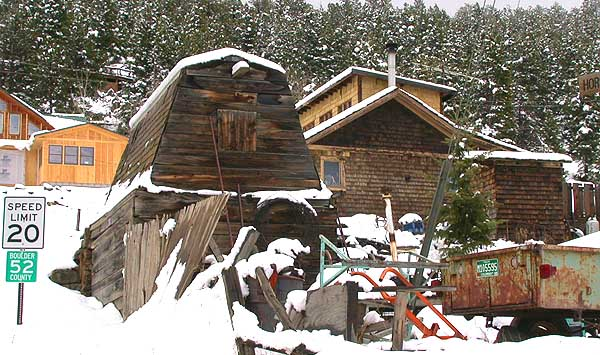
Moderne Wohnhäuser und Ruinen historischer Bergwerksbauten
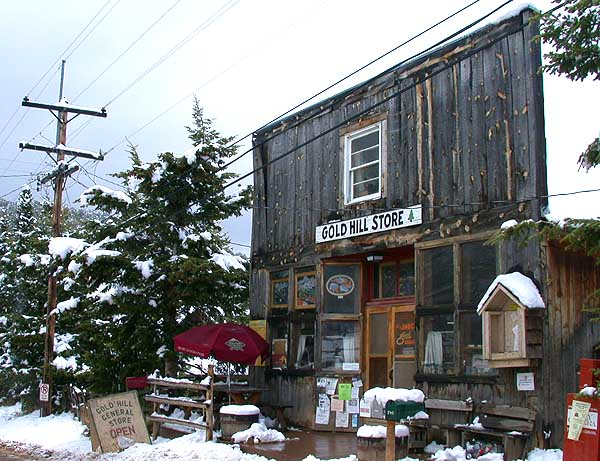
Laden
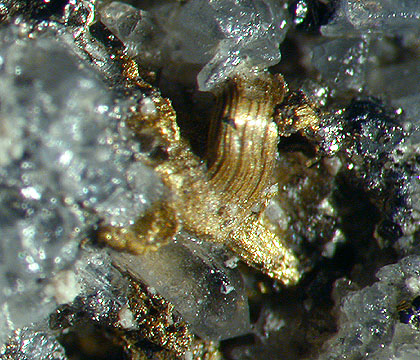
Gold aus der Cash Mine

## Verkehr
Die Stadt hat ein kleines Straßennetz aus geschotterten Wegen.
Gold Hill ist über die Lick Skillet Road – der steilsten County Roads in den Vereinigten Staaten – mit der Left Hand Canyon Road verbunden. Einfachere Zufahrten nach Gold Hill führen über die Sunshine Canyon Road von Boulder, die Gold Run Road aus Salina (an der Four Mile Canyon Road) und die Gold Hill Road vom Colorado State Highway 72 südlich von Ward. Alle diese Straßen sind im Winter tief verschneit, sodass Gold Hill für Fahrzeuge ohne Schneeketten oder Allradantrieb unerreichbar ist.

## Demographie
Zum Zeitpunkt des United States Census 2000 bewohnten Gold Hill 210 Personen. Die Bevölkerungsdichte betrug 40,3 Personen pro km². Es gab 114 Wohneinheiten, durchschnittlich 21,9 pro km². Die Bevölkerung Gold Hills bestand zu 89,05 % aus Weißen, 0,48 % Schwarzen oder African American, 3,33 % Native American, 1,90 % Asian, 0 % Pacific Islander, 4,29 % gaben an, anderen Rassen anzugehören und 0,95 % nannten zwei oder mehr Rassen. 7,62 % der Bevölkerung erklärten, Hispanos oder Latinos jeglicher Rasse zu sein.
Die Bewohner Gold Hills verteilten sich auf 90 Haushalte, von denen in 33,3 % Kinder unter 18 Jahren lebten. 46,7 % der Haushalte stellten Verheiratete, 2,2 % hatten einen weiblichen Haushaltsvorstand ohne Ehemann und 46,7 % bildeten keine Familien. 35,6 % der Haushalte bestanden aus Einzelpersonen und in 1,1 % aller Haushalte lebte jemand im Alter von 65 Jahren oder mehr alleine. Die durchschnittliche Haushaltsgröße betrug 2,33 und die durchschnittliche Familiengröße 3,00 Personen.
Die Bevölkerung verteilte sich auf 22,9 % Minderjährige, 4,8 % 18–24-Jährige, 37,1 % 25–44-Jährige, 32,4 % 45–64-Jährige und 2,9 % im Alter von 65 Jahren oder mehr. Der Median des Alters betrug 40 Jahre. Auf jeweils 100 Frauen entfielen 114,3 Männer. Bei den über 18-Jährigen entfielen auf 100 Frauen 116,0 Männer.
Das mittlere Haushaltseinkommen in Gold Hill betrug 48.750 US-Dollar und das mittlere Familieneinkommen erreichte die Höhe von 76.850 US-Dollar. Das Durchschnittseinkommen der Männer betrug 48.929 US-Dollar, gegenüber 12.105 US-Dollar bei den Frauen. Das Pro-Kopf-Einkommen belief sich auf 24.675 US-Dollar. Niemand hatte ein Einkommen unterhalb der Armutsgrenze.